# Robert Linzee
Pour les articles homonymes, voir Linzee.
Robert Linzee , né en 1739 à Portsmouth et mort le 4 octobre 1804 à Wickham, est un officier de la Royal Navy.
Il participe à la guerre de Sept Ans, à la guerre d'indépendance des États-Unis, aux guerres de la Révolution française et aux guerres napoléoniennes.